# Lord Paisley
Lord Paisley, of Paisley in the County of Renfrew, ist ein erblicher britischer Adelstitel in der Peerage of Scotland.
Der Titel wurde am 29. Juli 1587 durch Adelsbrief (Letters Patent) für den schottischen Politiker Claud Hamilton, einen jüngeren Sohn des James Hamilton, 2. Earl of Arran geschaffen. Seinem Sohn und Erben James Hamilton, 1. Earl of Abercorn wurde 1603 der Titel Lord Abercorn sowie 1606 der Titel Earl of Abercorn verliehen, ebenfalls in der Peerage of Scotland. Da James jedoch bereits 1618 und damit vor seinem Vater († 1621) starb, vererbten beide ihre Adelstitel an dessen Sohn James Hamilton, 2. Earl of Abercorn. Die Lordship of Paisley wird seither als nachgeordneter Titel des Earls of Abercorn geführt. Der jeweilige Heir Apparent des Earls führte von 1621 bis 1790 Lord Paisley als Höflichkeitstitel. Dem 9. Lord Paisley wurde 1790 der Titel Marquess of Abercorn in der Peerage of Great Britain verliehen. Der 10. Lord Paisley wurde 1868 zum Duke of Abercorn in der Peerage of Ireland erhoben. Heutiger Titelinhaber ist der James Hamilton, 5. Duke of Abercorn als 14. Lord Paisley.

## Liste der Lords Paisley (1587)
- Claud Hamilton, 1. Lord Paisley (1543–1621)
- James Hamilton, 2. Earl of Abercorn, 2. Lord Paisley (um 1604–um 1670)
- George Hamilton, 3. Earl of Abercorn, 3. Lord Paisley (um 1636–um 1680)
- Claud Hamilton, 4. Earl of Abercorn, 4. Lord Paisley (um 1659–um 1691)
- Charles Hamilton, 5. Earl of Abercorn, 5. Lord Paisley († 1701)
- James Hamilton, 6. Earl of Abercorn, 6. Lord Paisley (um 1661–1734)
- James Hamilton, 7. Earl of Abercorn, 7. Lord Paisley (1685–1744)
- James Hamilton, 8. Earl of Abercorn, 8. Lord Paisley (1712–1789)
- John Hamilton, 1. Marquess of Abercorn, 9. Lord Paisley (1756–1818)
- James Hamilton, 1. Duke of Abercorn, 10. Lord Paisley (1811–1885)
- James Hamilton, 2. Duke of Abercorn, 11. Lord Paisley (1838–1913)
- James Hamilton, 3. Duke of Abercorn, 12. Lord Paisley (1869–1953)
- James Hamilton, 4. Duke of Abercorn, 13. Lord Paisley (1904–1979)
- James Hamilton, 5. Duke of Abercorn, 14. Lord Paisley (* 1934)

Voraussichtlicher Titelerbe (Heir Apparent) ist der Sohn des aktuellen Dukes James Hamilton, Marquess of Hamilton (* 1969).